# Serve dei poveri, figlie del Sacro Cuore di Gesù
Le Serve dei Poveri, Figlie del Sacro Cuore di Gesù (in spagnolo Siervas de los Pobres, Hijas del Sagrado Corazón de Jesús), sono un istituto religioso femminile di diritto pontificio.

## Storia
L'idea di fondare una nuova famiglia religiosa venne al sacerdote gesuita Joaquín Reina Castrillón mentre celebrava la messa di Pentecoste ad Almería il 24 maggio 1942.
L'istituto fu approvato come pia unione da Enrique Delgado y Gómez, vescovo di Almería, il 28 luglio 1944; venne eretto in congregazione religiosa di diritto diocesano dal nuovo vescovo, Alfonso Ródenas García, il 24 maggio 1953. Ricevette il pontificio decreto di lode il 26 giugno 1965.

## Attività e diffusione
Le suore si dedicano all'istruzione e alla catechesi dei fanciulli, all'assistenza agli anziani e ai malati.
Oltre che in Spagna, sono presenti in Messico e Perù; la sede generalizia è a Madrid.
Alla fine del 2015 l'istituto contava 123 religiose in 19 case.